# Râul Valea Poienei
Râul Valea Poienei este un afluent al râului Șomuzul Mare. 

## Hărți
- Harta județului Suceava